# Ftalimid draselný
Ftalimid draselný je organická sloučenina se vzorcem C8H4KNO2. Jedná se o draselnou sůl ftalimidu, obvykle se vyskytující v podobě světle žlutých krystalků. Je volně prodejný, lze jej však také připravit zahříváním horkého ethanolového roztoku ftalimidu s hydroxidem draselným; výsledný produkt se vysráží. Používá se na přípravu aminů Gabrielovou syntézou.